# Walter Leandro Capeloza Artune
Walter Leandro Capeloza Artune, genannt Walter, (* 18. November 1987 in Jaú) ist ein brasilianischer Fußballspieler. Er spielt auf der Position des Torwarts.

## Karriere
Walter erhielt seine sportliche Ausbildung beim unterklassigen Iraty SC aus Irati. Er wechselte in seinen jungen Jahren oft den Klub und schaffte erst im Mai 2013 den Sprung in den Profikader einer Serie-A-Mannschaft. Er wechselte zum SC Corinthians, wo er seitdem als Ersatztorwart fungiert. Beim Gewinn der sechsten Meisterschaft durch den Klub in der Série A 2015 hütete er dreimal das Tor. Beim erneuten Titelgewinn der Série A 2017 einmal. Zur Saison 2021 wurde Walter an den Cuiabá EC ausgeliehen. Bereits im September des Jahres wurde die Leihe bis Ende 2022 verlängert. Mit dem Auslaufen der Leihe, endete auch der Kontrakt mit Corinthians. Walter wurde daraufhin fest von Cuiabá verpflichtet. Der Kontrakt erhielt eine Laufzeit über ein Jahr und wurde danach um zwei weitere Spielzeiten bis Ende 2024 verlängert. Nach Beendigung der Série A 2024, aus der Cuiabá als Tabellenletzter absteigen musste, verließ Walter dann den Klub. Zu dem Zeitpunkt war er der Spieler mit den meisten Einsätzen für den Klub. Er hatte wettbewerbsübergreifend 203 Spiele bestritten. Mit einer Bilanz von 80 Siegen, 62 Unentschieden und 61 Niederlagen. In 83 Partien behielt er eine weiße Weste.

## Erfolge
Corinthians
- Campeonato Brasileiro de Futebol: 2015, 2017
- Staatsmeisterschaft von São Paulo: 2017, 2018

Cuiabá
- Staatsmeisterschaft von Mato Grosso: 2021, 2022, 2023, 2024